# روفینو برندو
روفینو برندو (اسپانیایی: Rufino Bernedo‎; ۲۱ دسامبر ۱۹۲۶ – ۳ فوریهٔ ۲۰۰۶) بازیکن بسکتبال اهل شیلی بود.
از باشگاه‌هایی که در آن بازی کرده‌است می‌توان به باشگاه فوتبال یونیورسیداد کاتولیکا اشاره کرد.
وی در مسابقات کشوری و بین‌المللی در مجموع برندهٔ ۲ مدال برنز شده‌است.